# 1103
1103 (MCIII) je bilo navadno leto, ki se je po julijanskem koledarju začelo na četrtek.

## Dogodki

### Evropa
- 27. april – Investiturni boj: zaradi spora okoli cerkvenih imenovanj angleški kralj Henrik I. nažene iz Anglije nadškofa Anzelma Canterburyjskega, ta se umakne v Francijo in čaka na nadaljnja navodila papeža Pashala II.
- 10. julij – Danski kralj Erik I. umre v Konstantinoplu med potjo v Sveto deželo. Njegovega sina Knuta Lavarda izrine s prestola Erikov brat Niels.
- 24. avgust – Med osvajanjem Irske v boju umre norveški kralj Magnus Bosonogi. Kraljevino Norveško in manjše otoke okoli Britanije brez konfliktov nasledijo njegovi sinovi Sigurd, Eystein in Olaf.
- Savojskega grofa Humberta II. nasledi sin Amadej III.

### Bližnji vzhod
- Po izplačani odkupnini Danišmendi izpustijo iz ujetništva antiohijskega kneza Bohemonda I. Še istega leta sodeluje v uspešnem napadu na alepskega emirja Ridvana.
- Začetek vidnejše dejavnosti Asasinov: eden od pripadnikov te islamske ločine izvede atentat na vidnejšega dostojanstvenika na alepskem dvoru.
- Jeruzalemski kralj Baldvin I. začne oblegati Akkon, a zaradi nezadostnih sil odneha.

### Daljni vzhod
- Dinastija Song: kitajski arhitekt in vodja Urada za gradnje Li Jie izda Razpravo o arhitekturnih standardih (Jingzao Fasi). Delo je močno vplivalo na nadaljnji razvoj kitajske arhitekture in se je v celoti ohranilo do danes.

## Rojstva
- 24. februar – cesar Toba, 74. japonski cesar († 1156)
- Adeliza Louvainska, angleška kraljica, soproga Henrika I. († 1151)
- Alfonz Jordan, tripolitanski in toulouški grof († 1148)
- André de Montbard, 5. veliki mojster templjarjev († 1156)
- Harald IV., norveški kralj († 1136)
- Viljem Adelin, angleški kronski princ, sin kralja Henrika I. († 1120)
- Jue Fei, kitajski general pod dinastijo Song († 1142)

## Smrti
- 23. marec – Odo I., burgundski vojvoda, križar (* 1058)
- 10. julij – Erik I., danski kralj (* 1060)
- 24. avgust – Magnus III., norveški kralj (* 1073)
- 14. oktober – Humbert II., savojski grof